# یورگ فیدلر
یورگ فیدلر (انگلیسی: Jörg Fiedler؛ زادهٔ ۲۱ فوریهٔ ۱۹۷۸) شمشیرباز اهل آلمان است.